# Șimian (Bihor)
Pour les articles homonymes, voir Șimian.
Șimian ou Érsemjén en hongrois est une commune roumaine du județ de Bihor, en Transylvanie, dans la région historique de la Crișana et dans la région de développement Nord-Ouest.

## Géographie
La commune de Șimian est située dans le nord du județ à la frontière avec la Hongrie, dans la plaine du Ier, à 5 km au sud-ouest de Valea lui Mihai et à 65 km au nord d'Oradea, le chef-lieu du județ.
La commune est composée des trois villages suivants, nom hongrois, (population en 2002) :
- Șimian, Érsemjén (2 569), siège de la commune ;
- Șilindru, Érzselénd (995) ;
- Voivozi, Érkenéz (481).

## Histoire
La première mention écrite du village de Șimian date de 1332 sous le nom de Symian.
La commune, qui appartenait au royaume de Hongrie, en a donc suivi l'histoire.
Après le compromis de 1867 entre Autrichiens et Hongrois de l'empire d'Autriche, la principauté de Transylvanie disparaît et, en 1876, le royaume de Hongrie est partagé en comitats. Șimian intègre le comitat de Bihar (Bihar vármegye).
À la fin de la Première Guerre mondiale, l'Empire austro-hongrois disparaît et la commune rejoint la Grande Roumanie au traité de Trianon.
En 1940, à la suite du deuxième arbitrage de Vienne, elle est annexée par la Hongrie jusqu'en 1944, période durant laquelle sa communauté juive est exterminée par les nazis. Elle réintègre la Roumanie après la Seconde Guerre mondiale au traité de Paris en 1947.

## Politique
| Identité              | Période           | Période           | Durée              |
| Identité              | Début             | Fin               | Durée              |
| --------------------- | ----------------- | ----------------- | ------------------ |
| Iosif Balázsi (d),    | 1996              | 1er novembre 2024 | 28 ans             |
| Imre-Lóránt Borsi (d) | 1er novembre 2024 | En cours          | 4 mois et 13 jours |

| Parti | Parti                                           | Conseillers |
| ----- | ----------------------------------------------- | ----------- |
|       | Union démocrate magyare de Roumanie (UDMR)      | 11          |
|       | Parti national libéral (PNL)                    | 1           |
|       | Parti populaire hongrois de Transylvanie (PPMT) | 1           |

## Religions
En 2002, la composition religieuse de la commune était la suivante :
- Réformés, 39,67 % ;
- Catholiques romains, 27,56 % ;
- Chrétiens orthodoxes, 16,93 % ;
- Grecs-Catholiques, 13,99 % ;
- Pentecôtistes, 1,08 % ;
- Baptistes, 0,42 %.

## Démographie
La commune est à majorité hongroise. Seul le village de Voivozi a une majorité roumaine.
En 1910, à l'époque austro-hongroise, la commune comptait 4 057 Hongrois (85,75 %), 640 Roumains (13,53 %), 30 Allemands (0,63 %) et 4 Ukrainiens (0,08 %).
En 1930, on dénombrait 2 474 Hongrois (46,23 %), 2 367 Roumains (44,23 %), 280 Ukrainiens (5,23 %), 111 Juifs (2,07 %), 62 Allemands (1,16 %) et 48 Roms (0,90 %).
En 1956, après la Seconde Guerre mondiale, 4 274 Hongrois (67,33 %) côtoyaient 1 973 Roumains (31,08 %), 34 Allemands (0,54 %) et 5 rescapés juifs (0,08 %).
En 2002, la commune comptait 910 Roumains (22,49 %), 2 730 Hongrois (67,49 %), 380 Roms (9,39 %), 13 Ukrainiens (0,32 %) et 12 Allemands (0,29 %).
| 1880  | 1890  | 1900  | 1910  | 1920  | 1930  | 1941  | 1956  | 1966  |
| ----- | ----- | ----- | ----- | ----- | ----- | ----- | ----- | ----- |
| 3 526 | 3 864 | 4 332 | 4 731 | 4 479 | 5 352 | 5 701 | 6 348 | 6 120 |

| 1977  | 1992  | 2002  | 2007  | - | - | - | - | - |
| ----- | ----- | ----- | ----- | - | - | - | - | - |
| 5 316 | 4 202 | 4 045 | 3 845 | - | - | - | - | - |

## Économie
L'économie de la commune repose sur l'agriculture.

## Communications

### Routes
Șimian est située à proximité de la route nationale DN19C Valea lui Mihai-Debrecen.

### Voies ferrées
Șimian est desservie par la ligne des Chemins de fer roumains Oradea-Satu Mare.

## Lieux et Monuments
- Șimian, église réformée datant du XVIIIe siècle, classée monument historique[9] ;
- Voivozi, église orthodoxe datant de 1905[9].